# جبهة ثوار سوريا
جبهة ثوار سوريا هي تحالف عسكري تشكل في ديسمبر 2013 بين عدة تشكيلات وألوية تابعة للجيش السوري الحر. تعد الجبهة مصنفة غربيًا ضمن ما يوصف بالمعارضة المعتدلة.
اندلعت يوم 26 أكتوبر 2014 اشتباكات بين جبهة ثوار سوريا وجبهة النصرة في منطقة جبل الزاوية بريف إدلب. نجحت جبهة النصرة على مدار الايام التالية في السيطرة على تلك المنطقة، لتفقد بذلك جبهة ثوار سوريا معقلها الرئيسي شمالي سوريا في نوفمبر 2014. وذكرت مصادر استخباراتية تركية إن قائد جبهة ثوار سوريا جمال معروف قد هرب بعد ذلك إلى الداخل التركي وأن جهات تركية تقوم على حمايته.